# Флаг городского округа Озёры
Флаг городского округа Озёры Московской области Российской Федерации — опознавательно-правовой знак, служащий официальным символом муниципального образования.
Флаг утверждён 4 сентября 2001 года как флаг муниципального образования «Озёрский район» и внесён в Государственный геральдический регистр Российской Федерации с присвоением регистрационного номера 716.
В ходе муниципальной реформы 2006 года муниципальное образование «Озёрский район» было преобразовано в Озёрский муниципальный район и решением Совета депутатов Озёрского муниципального района от 30 ноября 2006 года № 464/51 данный флаг был утверждён флагом Озёрского муниципального района.
Законом Московской области от 18 марта 2015 года № 30/2015-ОЗ, все муниципальные образования Озёрского муниципального района — сельское поселение Бояркинское, сельское поселение Клишинское и городское поселение Озёры — были преобразованы, путём их объединения, в городской округ Озёры.
28 декабря 2015 года, решением Совета депутатов Озёрского муниципального района № 294/49, данный флаг был утверждён флагом городского округа Озёры.

## Описание
4 сентября 2001 года, решением Совета депутатов Озёрского района № 160/17, был утверждён флаг района, описание которого гласило:

Флаг Озёрского района представляет собой прямоугольное полотнище с отношением ширины к длине 2:3. Основная часть полотнища повторяет рисунок первой (и четвёртой) четверти большого щита герба Озёрского района — пятикратного чешуйчато пересечённого лазурного (синего, голубого) серебряного поля. Вдоль древка идёт жёлто-золотистая, окаймлённая зелёной линией справа и слева, полоса с изображением развёрнутого к древку чёрного жаворонка посередине. Габаритная ширина каймы на флаге Озёрского района должна составлять 1/3 части длины полотнища флага.

30 ноября 2006 года, решением Совета депутатов Озёрского муниципального района № 464/51, предыдущее решение признано утратившим силу и принято новое положение о флаге района. Описание флага стало гласить:

Флаг района представляет собой прямоугольное полотнище с отношением ширины к длине 2:3, разделённое линиями в виде остроконечных волн на 7 горизонтальных полос одинаковой ширины синего и белого цвета попеременно; вдоль древка расположена жёлтая полоса, ограниченная по сторонам узкими зелёными полосами, общей шириной в 1/3 длины полотнища (каждая из зелёных полос составляет 1/6 от этой общей ширины); поверх жёлтой полосы и зелёных полос по её краям на равном расстоянии от верхнего и нижнего краёв полотнища расположено изображение чёрного (с серыми тенями) жаворонка.

Неофициальное описание флага, данное Союзом геральдистов России (разработчики флага), гласит: «Полотнище с соотношением сторон 2:3, основная часть которого разделена линиями в виде остроконечных волн на 7 горизонтальных полос одинаковой ширины (учитывая в случае с верхней и нижней полосами расстояние от края полотнища до острия волны) синего и белого цветов попеременно; вдоль древка расположена жёлтая полоса, окаймлённая по сторонам узкими зелёными полосами, общей шириной в 1/3 длины полотнища (каждая из зелёных полос составляет 1/6 от этой общей ширины); поверх жёлтой полосы и зелёных полос по её краям на равном расстоянии от верхнего и нижнего краёв полотнища расположено изображение чёрного (с серыми тенями) жаворонка».
Решением Совета депутатов Озёрского муниципального района от 28 декабря 2015 года № 294/49 было установлено следующее описание флага:

Флаг округа представляет собой прямоугольное полотнище с отношением ширины к длине 2:3, разделённое линиями в виде остроконечных волн на 7 горизонтальных полос одинаковой ширины синего и белого цвета попеременно; вдоль древка расположена жёлтая полоса, ограниченная по сторонам узкими зелёными полосами, общей шириной в 1/3 длины полотнища (каждая из зелёных полос составляет 1/6 от этой общей ширины); поверх жёлтой полосы и зелёных полос по её краям на равном расстоянии от верхнего и нижнего краёв полотнища расположено изображение чёрного (с серебряными тенями) жаворонка.

## Обоснование символики
Флаг муниципального образования Озёрский муниципальный район составлен на основании герба Озёрского муниципального района по правилам и соответствующим традициям вексиллологии и отражает исторические, культурные, социально-экономические, национальные и иные местные традиции.
Жаворонок, изображение которого заимствовано с центрального щитка родового герба графов Скавронских, чей род с 1727 года владел здешними землями более ста лет. Жаворонок, известный в обиходе как «вестник рассвета», показывает, что район и город встречают рассвет одними из первых в Подмосковье в соответствии с географическим положением (юго-восток области).
Синие и белые волнообразные полосы символизируют природные особенности города и региона — реку Оку и многочисленные озёра, расположенные на территории района.
Жёлтая полоса указывает на наличие сельского хозяйства в районе.
Зелёный цвет полос символизирует обилие в районе лесных массивов.
Синий цвет (лазурь) — символ чести, преданности, истины, чистоты неба.
Белый цвет (серебро) — символ простоты, мудрости, мира и взаимопонимания.
Жёлтый цвет (золото) — символ прочности, величия, богатства, интеллекта, великодушия.
Зелёный цвет — символ весны, радости, надежды, жизни, природы, а также символ здоровья.

## См. также

Флаги муниципальных образований Озёрского муниципального района
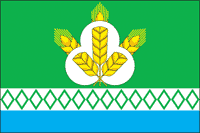
Флаг городского поселения Озёры
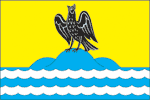
Флаг сельского поселения Бояркинское
Флаг сельского поселения Клишинское